# بيتر صموئيل جورج ماكنزي
بيتر صموئيل جورج ماكنزي هو سياسي كندي، ولد في 19 ديسمبر 1862 في كيبك في كندا، وتوفي في 1 نوفمبر 1914 في كندا. حزبياً، نشط في حزب كيبيك الليبرالي.